# Margattea elongata
Margattea elongata es una especie de cucaracha del género Margattea, familia Ectobiidae. Fue descrita científicamente por Kumar en 1975.
Habita en África.